# پریویل
پریویل (به انگلیسی: Perivale; ‎/ˈpɛrɪˌveɪl/‎) یک ناحیه در بریتانیا است که در منطقه ایلینگ لندن و به فاصلهٔ ۹٫۵ مایل (۱۵٫۳ کیلومتر) در غرب چرینگ کراس واقع شده‌است. پریویل ۱۵٬۳۳۹ نفر جمعیت دارد.

## نزدیکترین ایستگاه‌ها
- ایستگاه متروی پریویل
- ایستگاه متروی آلپتن
- ایستگاه گرینفورد
- ایستگاه متروی هنگر لین
- ایستگاه متروی سادبری تاون

## نزدیکترین ایستگاه راه‌آهن
- ایستگاه ومبلی مرکزی

## مکان‌های نزدیک
- آلپتن
- ایلینگ
- گرینفورد
- هانول
- نورثولت
- ومبلی